# Cirrus Design

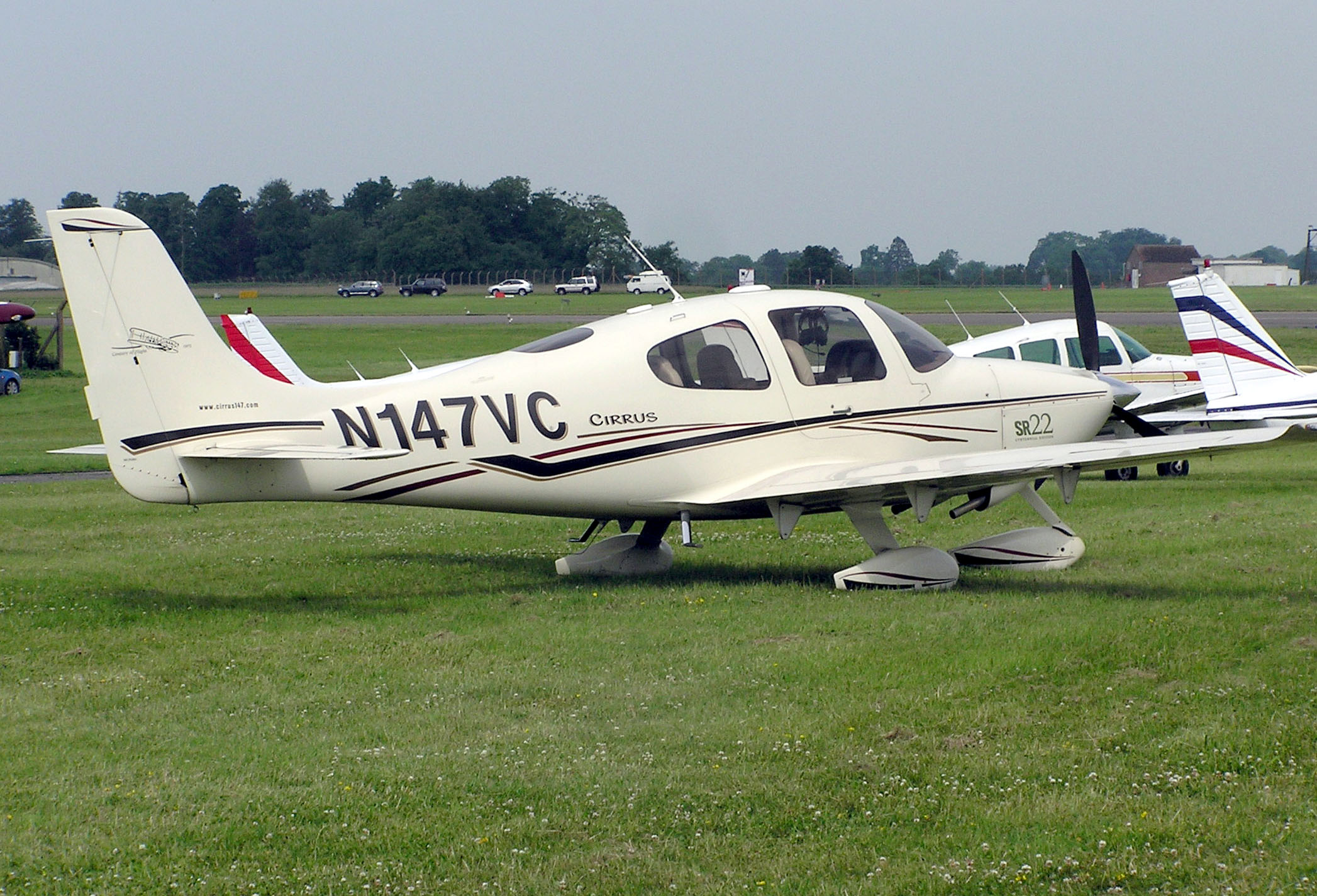
un Cirrus SR22 modello 2003.

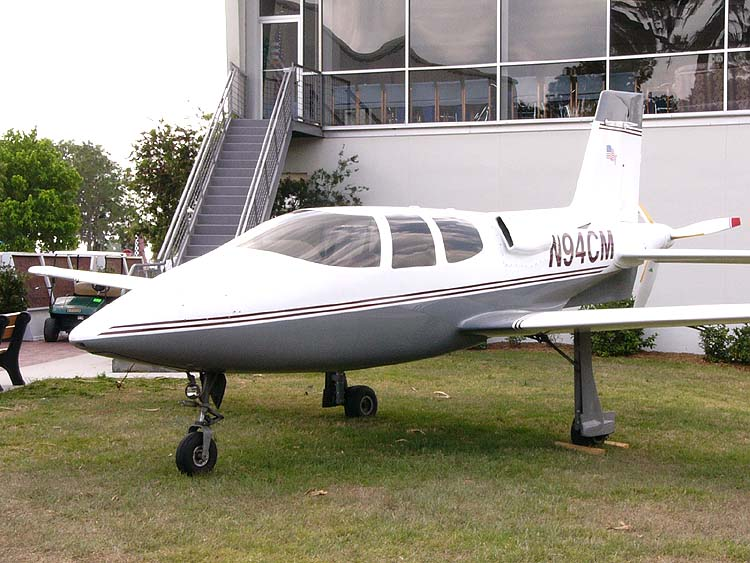
Un aereo in kit di montaggio Cirrus VK-30.

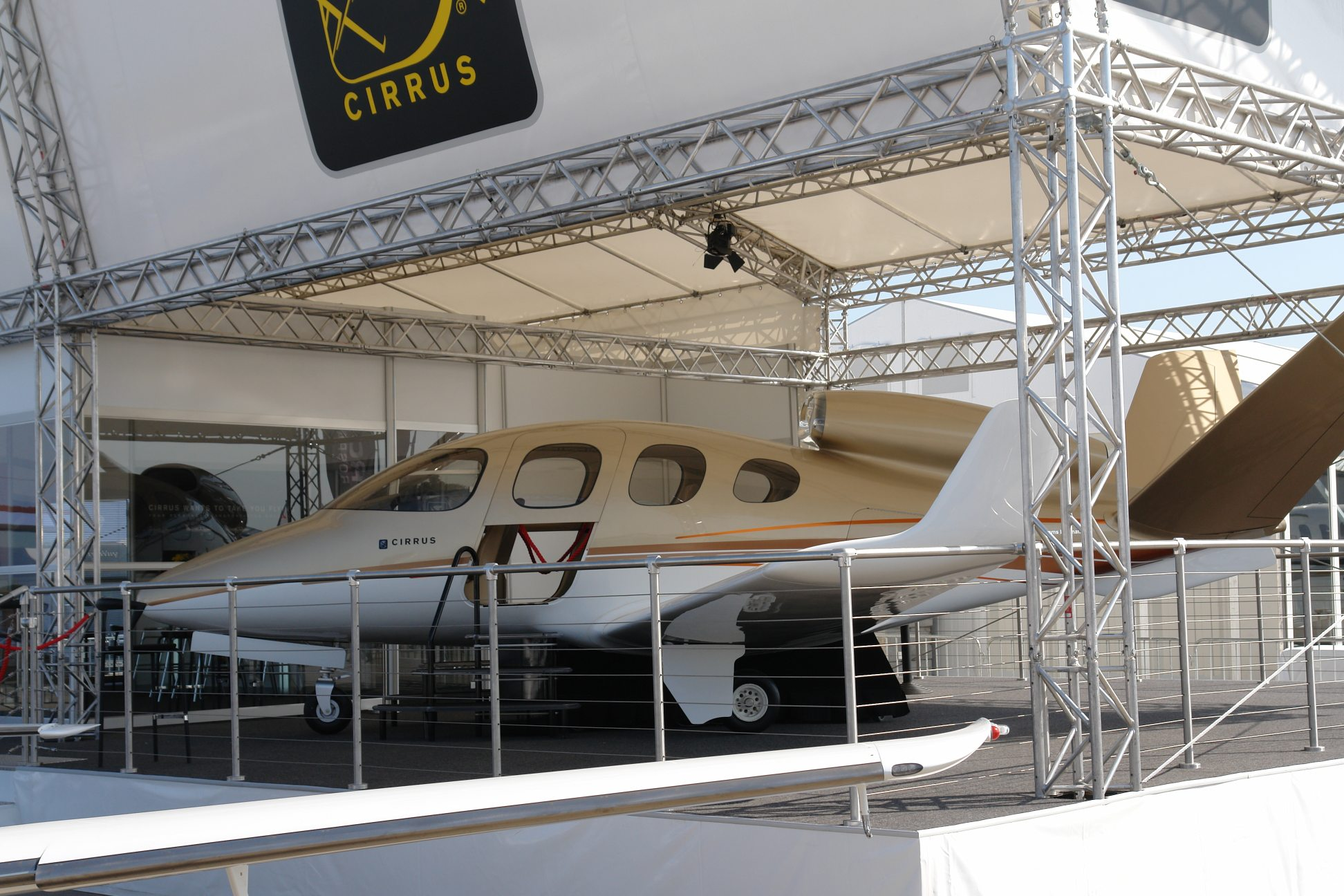
Aereo leggero a reazione monomotore Cirrus Vision SJ50.

La Cirrus Design Corporation è una azienda aeronautica statunitense con sede a Duluth, in Minnesota, produttrice di aerei da turismo e Light-sport aircraft (LSA). È stata fondata nel 1984 da Alan e Dale Klapmeier per produrre il VK-30, un velivolo fornito in kit di montaggio.
L'azienda ha prodotto alcuni tipi di velivolo, nelle serie SR20 e SR22, ed ha in realizzazione un jet leggero, il Vision SJ50. Dal 2001 il 58% del suo capitale è in mano ad una società, la Crescent Investments, che è la filiale americana della First Islamic Investment Bank of Bahrain (ora Arcapita), che però sta cercando acquirenti per dismettere la sua partecipazione. Il fatto non desta preoccupazioni nella dirigenza in quanto la banca era considerata un investitore a medio termine.